# Катеринодарський відділ
45°02′00″ пн. ш. 38°58′00″ сх. д. / 45.033333333333° пн. ш. 38.966666666667° сх. д.
Катеринодарський (Краснодарський) відділ — адміністративна одиниця у складі Кубанської області Російської імперії та Кубано-Чорноморської області РРФСР, що існувала в 1869 — 1924 роках. Адміністративний центр — місто Катеринодар.

## Географія

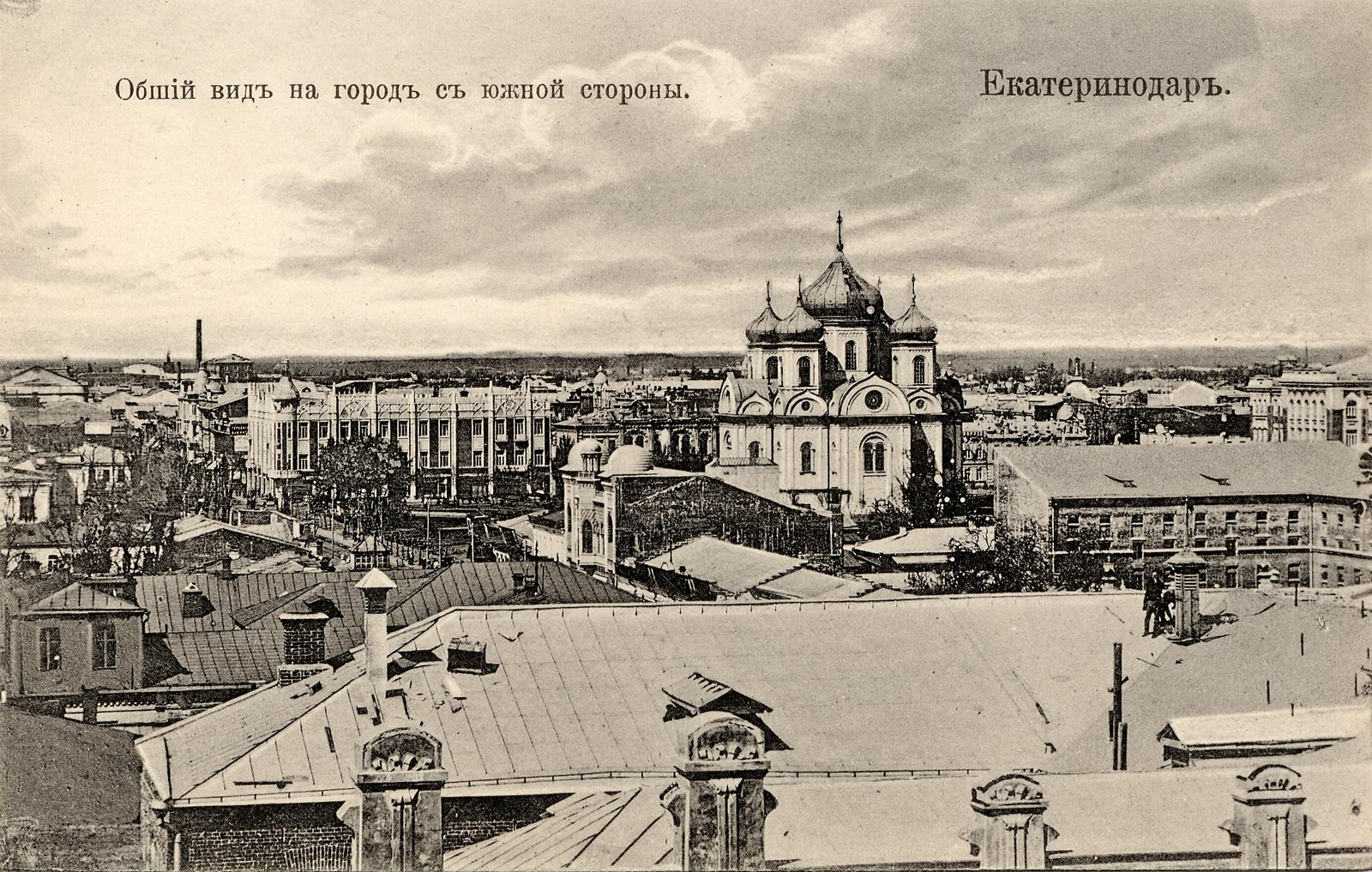
Катеринодар. Вид на місто з південного боку. 1900-ті роки

За площею Катеринодарський відділ був найменшим із відділів Кубанської області та займав територію 8 346,5 верст² (9 498,3 кв.км). Межував на південь із Чорноморською губернією. Річка Кубань ділила відділ на північну та південну частини. Північна частина, так зване «Чорномор'я», була зайнята великими козацькими станицями, що здебільшого розвинулися з колишніх «куренів» Чорноморського козачого війська; у південній частині, ближче до Катеринодару, на рівнині, були розташовані гірські селища (аули), а далі, в передгір'ях, також козацькі станиці та небагато селищ корінних жителів інших станів. Північна частина відділу і рівнина по лівому березі Кубані мала степовий характер і родючий чорноземний ґрунт. Південна частина, по верхів'ям лівих приток Кубані, Афіпса, Псекупса і Апчаса, являла собою горбку поверхню, що підвищується на південь, порізану ярами і балками і зарослу здебільшого дрібною лісовою порослю.

### Сучасний стан
На території колишнього Катеринодарського відділу Кубанської області зараз розташовуються території міст Краснодар і Гарячий Ключ, Сєверський і Дінський райони Краснодарського краю, Тахтамукайський і Теучезький райони Адигеї, а також частина Бєлорєченського, Красноармійського, Усть-Лабінського району.

## Історія
- Утворений до 1816 року як Катеринодарський повіт.[2]
- 27 січня 1876 року частина території повіту була виділена у новостворені Закубанські та Кавказькі повіти.
- З 1888 — Катеринодарський відділ.
- Після встановлення Радянської влади на Кубані у березні 1920 року Катеринодарський відділ увійшов до складу новоствореної Кубано-Чорноморської області.
- 7 грудня 1920 року місто Катеринодар було перейменовано на Краснодар, а Катеринодарський відділ — на Краснодарський.
- 27 липня 1922 року рахунок частини території Краснодарського і Майкопського відділів, населеної адигейцями, було створено Черкеська (Адигейська) автономна область із центром у місті Краснодар.
- 2 червня 1924 року було ліквідовано Кубано-Чорноморська область і всі відділи, що входили до неї. Більшість території Краснодарського відділу увійшла до складу Кубанського округу Південно-Східної області.

## Адміністративний устрій
У 1913 році до складу відділу входило 5 волосних правлінь, 31 станиць, 10 аульних правлень і 3 хутори:
- Волосні правління :
  - Безіменне — ,(1914)
  - Біле -, (1914)
  - Миколаївське -, (1914)
  - Львівсько-Товариська — село Львівсько-Товариська,
  - Ново-Севастопольська -, (1914)
  - Преображенська -, (1914)
  - Григорівська — слобода Григорівська,
  - Усть-Лабінське — слобода Усть-Лабінська,
  - Шабано-Тхамахинське — село Шабанівське .
- Станиці :

| - Азовська, - Бакинська, - Бейсугська, - Васюринська, - Воронезька, - Георгія Афіпська, - Дербентська , - Дінська, - Єлизаветинська, - Ільська, - Калузька, | - Кирпільська, - Ключова - Кутаїська, - Ладозька, - Мартанська, - Мар'янська, - Нововеличковська, - Новодмитріївська, - Новотитарівська, - Пашківська, - Пензенська, | - Роздільна, - Саратовська, - Сєверська, - Смоленська, - Ставропольська, - Старокорсунська, - Суздальська, - Усть-Лабінська, - Чорноморська, |

- Аульні правління :
  - Бжегокаївське — аул Новий Бжегокай,
  - Вочепшієвське — аул Пчегатлукай,
  - Габукаївське — аул Габукай,
  - Джиджихабльське — аул Джиджихабль,
  - Лакшукаївське — аул Лакшукай,
  - Понежукаївське — аул Понежукай,
  - Тохтомукаївське — аул Тохтомукай,
  - Шабанохабльське — аул Шабанохабль,
  - Шапсугське — аул Панахес,
  - Шенджійське — аул Шенджій,
- Хутори :
  - Азовський,
  - Мар'янський,
  - Смоленський.

## У 1914 році у відділі було
Станиці
- Восточна,
- Кріпосна,
- Рязанська,
- Убінська.

Аули
- Адамій,
- Ассоколай,
- Афіпсип Адигея,
- Бжегокай Старий,
- Вочепший,
- Гатлукай,
- Казанукай,
- Козет,
- Кунчукохабль,
- Несшукай 1,
- Несшукай 2,
- Нечерзий,
- Псейтук,
- Пшекуй-Хабль,
- Тауй-Хабл ,
- Тлюстен-Хабль,
- Тугургой,
- Хатукаївське — Хатукай,
- Хаштук,
- Шаганчерій-Хабль,
- Едепсукай 1,
- Едепсукай 2.

Станом на 26 січня 1923 року до складу відділу входили місто Краснодар та 27 волостей:
| - Бейсугська, - Брюховецька, - Васюринська, - Висєлківська, - Георгієафіпська, - Гарячеключівська, - Дінська, - Єлизаветинська, - Ільська, | - Кирпільська, - Коренівська, - Ладозька, - Мартанська, - Мар'янська, - Медведівська, - Некрасовська, - Нововеличковська, - Новотитарівська, | - Пашківська, - Пластуновська, - Платніровська, - Саратовська, - Сєверська, - Смоленська, - Старокорсунська, - Тимашевська, - Усть-Лабінська. |

## Населені пункти
Найбільші населені пункти (населення, кінець XIX століття):
- м. Катеринодар (65 606)
- ст-ця Пашківська (11 237)
- ст-ця Дінська (10 000)
- ст-ця Старокорсунська (8 000)
- ст-ця Новотитарівська (7 896)
- ст-ця Пластуновська (7525)
- ст-ца Ладозька (6 118)
- ст-ця Васюрінська (5 710)
- ст-ця Усть-Лабінська (5423)
- ст-ця Рязанська (5 067)
- ст-ця Сєверська (3737)
- ст-ця Воронезька (3 246)
- ст-ця Калузька (2 236)

## Населення
Національний склад відділу в 1897 році :
| Національність      | Чисельність , осіб | Частка від усього населення, % |
| ------------------- | ------------------ | ------------------------------ |
| українці            | 126 941            | 51,8                           |
| великороси          | 83 751             | 34,2                           |
| черкеси та адигейці | 19 851             | 8,1                            |
| греки               | 3476               | 1,4                            |
| вірмени             | 2 807              | 1,1                            |
| інші                | 8 336              | 3,4                            |
| Разом:              | 245 173            | 100,00                         |

Розподіл населення за статевою ознакою:
- чоловіки — 125 832 (51,3 %)
- жінки — 119 341 (48,7 %)

## Економіка
Головне заняття жителів — землеробство, яким займалося 86 % від населення. Під посіви розчинялося понад 262 000 га. Значно було розвинене виноградарство та садівництво: під виноградниками 608 га, під садами — 969 га. Бджільництво — 1 151 пасіка з 37 200 вуликів; збиралося до 5000 пудів меду та до 500 пудів воску. Скотарство: коней — 66635, рогатої худоби — 138292, овець і кіз — 3020488, свиней — 503301, буйволів — 13099, ослів і мулів — 1489.
Фабрик та заводів було 413.

## Освіта та охорона здоров'я
У всіх станицях та великих козацьких хуторах були училища міністерства народної освіти; у значних станицях — двокласні училища. Військові лікарні — в Катеринодарі, у станиці Ладозькій та у містечку Гарячий ключ (Псекупська). Окрім Катеринодару, поштово-телеграфні установи знаходилися також у станицях Усть-Лабінській та Ладозькій.

## Веб-посилання
- Екатеринодарский отдел // Энциклопедический словарь Брокгауза и Ефрона : в 86 т. (82 т. и 4 доп. т.). — СПб., 1890—1907. (рос. дореф.)
- Карта Екатеринодарского отдела